# Ходзеж
Ходзеж (пол. Chodzież)(нем. до 1878 г. Chodziesen, Kolmar (в Познани)) — город в Польше в Великопольском воеводстве, в резиденции Ходзеского повята. Он расположен в Ходзеских поозёрьях, между озёрами: Ходзеским (также известным как Меське(Городское)), Стшелецким и Карчевниковым, у нац. дороги № 11.  Имеет статус городской гмины. Занимает площадь 12,77 км². Население — 19 705 человек (на 2004 год).